# Tirișneag
Tirișneag – wieś w Rumunii, w okręgu Aluta, w gminie Văleni. W 2011 roku liczyła 202 mieszkańców. 